# Стефан Кукурлиев
Стефан Кукурлиев е български просветен деец и дипломат, работил в Тракия и Македония в края на XIX – началото на XX век.

## Биография
Кукурлиев е учител и преподава в Одринската българска католическа гимназия.
Праз май 1900 година поема управлението на българското търговско агентство в македонския град Сяр, Османската империя. Остава управляващ в Сяр до август 1902 година.